# 點滿農民相關技能後，不知為何就變強了。
《點滿農民相關技能後，不知為何就變強了。》是由日本作家Shobonnu（しょぼんぬ）所著的輕小說，由繪師姐川負責封面及插畫，雙葉社於2017年3月出版。改編漫畫於2018年6月出版，由樽戶明（樽戸アキ）作畫。根據漫畫版改編的電視動畫於2022年10月1日首播。

## 登場人物
阿爾·韋恩（聲：榎木淳彌；伊瀨茉莉也（童年））
農民技能全都達到最高等級，有著遠超傳說勇者（1000）的Bug級別能力值（65000）。另外漁業等級比漁夫都高。因為決定一輩子都要當農民，所以在父母搬到都市後仍然堅持留在農村。在解除了王國的危機後得到了大量的土地（發現所謂一萬坪農地是荒地）以供耕作，並在冒險者協會登錄。其持有的「熱愛自然者」實際上是邪神授予的技能。
法露·伊絲·梅基斯（聲：田中美海）
阿爾在王都搭救的金髮少女，非常看好阿爾的能力也很喜歡他，加朗王之女，王國的第一公主。暱稱「法露公主」（ファル王女），戴上偽證魔法的髮飾則自稱「菲麗亞」（フィリア）。雖然在年幼時就失去母親與兄長，但從不曾在國民面前表現出沉淪悲傷的模樣，言行舉止落落大方，因此獲得國民們的大力擁戴，喜歡阿爾。
海倫·連（聲：大久保瑠美）
冒險者公會的接待員，紫髮少女。似乎喜歡阿爾並送他披風。因失去了童年的記憶，無法回憶過去。被邪龍烏洛波羅斯附生過後，身體擁有自行變化的能力，喜歡阿爾。
瑠璃（聲：諏訪彩花）
藍髮少女，勇者的後裔。為了成為優秀的英雄而訓練，在格林森林遇到了阿爾。與惡魔洛基·德弗戰鬥過後，向癱倒在地上的阿爾說自己喜歡上他，喜歡阿爾。
伊爾碧·韋恩（聲：田村由香里）
阿爾的義妹，原名為伊爾碧·費克。年幼時為了保護阿爾，將自己的糧食分給阿爾，導致自己營養不良過勞而身亡，後來被邪神拯救，從而復活成為邪神的部下，也是引發一連串事件的幕後黑手。
里庫斯·伯溫（聲：伊藤昌弘）
魔族，活潑的郵遞員。無論何時何地，他都急於遞送信件和包裹。
露希卡·韋恩（聲：中原麻衣）
阿爾的母親。性格善良，非常疼愛兒子。「影之傀儡」的前隊長，也是歷代最強的聖女候補。由於成為聖女後必須要長駐教會總部，因而拒絕成為聖女。
基路·韋恩（聲：濱田賢二）
阿爾的父親。非常珍惜他的兒子和妻子。
泰士塔（聲：間島淳司；杉山里穗（童年））
阿爾與伊爾碧的兒時玩伴。真正身份是邪神，也是本作最終反派。在封印之地時遇見年幼的阿爾與伊爾碧，賦予了兄妹二人力量，其後修改了人們的記憶，操縱了伊爾碧，使對方成為自己的部下。
加朗王（聲：寶龜克壽）
王都梅基思的國王，法露公主的父親。
杰克（聲：喜屋武和輝）
冒險者小隊的一員。大劍使。
拉米亞（聲：西尾夕香）
深藍髮少女，冒險者小隊的一員。
盧克（聲：森嶋秀太）
冒險者小隊的一員。弓箭手。
烏洛波羅斯（聲：土師孝也）
出現在格林森林的惡龍。試圖通過附身海倫來消滅阿爾，但被擊敗後消失在與米拉修聯手的阿爾面前。
米拉修（聲：關俊彥）
幫助阿爾對抗烏洛波羅斯的聖龍。當烏洛波羅斯消失時，自己也不見蹤影了。
塞西魯（聲：岡本信彥）
王國的執行官。實際上是計謀統治王都梅基思的惡魔羅密歐・邦迪德，偽裝成塞西魯輔佐在國王身邊。最後被阿爾打敗了。
萊伊（聲：石上静香）
幽靈，阿爾身上的披風是他生前穿的，海倫・連的弟弟。
洛基·德弗（聲：遊佐浩二）
惡魔。他讓艾爾和瑠璃陷入了陷阱，但被兩人聯手擊敗。
埃盧碧（聲：田村睦心）
法露公主的女僕。
內帝爾斯（聲：八代拓）
安堤司布魯克的王子，法露公主的前結婚對象，以假聖劍雷瓦汀招搖撞騙，暗地裡讓加澤爾操縱魔物去襲擊多個國家。後被阿爾揭穿被衛兵逮捕入獄。而安堤司布魯克事後被要求支付賠償金給被操縱魔物襲擊的國家
加澤爾（聲：真野拓實）
因戀人被內帝爾斯挾持，而不得已聽命行事的魔人。
莉奈雅·馬克梅爾（聲：市之瀨加那）
在路上昏倒的粉紫髮少女，想去王都的冒險者公會委託任務，被阿爾幫助後表明自己喜歡他。
布利陀羅（聲：岩田光央）
住在伽爾鎮的惡魔，附生在領主雷姆爾·霍倫身上。
悠莉亞·馬克白·馮蓋特（聲：高尾奏音）
魔王的女兒。
波爾沛·多瑪（聲：梅原裕一郎）
魔族最強的魔法使。
絲芬塔·曼悠
善神。

## 出版書籍

### 輕小說
| 卷數 | 雙葉社         | 雙葉社                 | 東立出版社    | 東立出版社             |
| 卷數 | 發售日期       | ISBN                   | 發售日期      | ISBN                   |
| ---- | -------------- | ---------------------- | ------------- | ---------------------- |
| 1    | 2017年3月30日  | ISBN 978-4-575-75127-7 | 2019年5月6日  | ISBN 978-986-482-603-2 |
| 2    | 2017年8月30日  | ISBN 978-4-575-75155-0 | 2021年1月4日  | ISBN 978-957-265-538-2 |
| 3    | 2018年1月30日  | ISBN 978-4-575-75183-3 | 2022年9月15日 | ISBN 978-957-269-918-8 |
| 4    | 2018年6月30日  | ISBN 978-4-575-75212-0 |               |                        |
| 5    | 2018年11月30日 | ISBN 978-4-575-75229-8 |               |                        |

### 漫畫
| 卷數 | 雙葉社         | 雙葉社                 | 東立出版社     | 東立出版社             |
| 卷數 | 發售日期       | ISBN                   | 發售日期       | ISBN                   |
| ---- | -------------- | ---------------------- | -------------- | ---------------------- |
| 1    | 2018年6月30日  | ISBN 978-4-575-41029-7 | 2019年12月27日 | ISBN 978-957-26-3712-8 |
| 2    | 2018年12月28日 | ISBN 978-4-575-41043-3 |                |                        |
| 3    | 2019年6月28日  | ISBN 978-4-575-41065-5 |                |                        |
| 4    | 2019年12月28日 | ISBN 978-4-575-41094-5 |                |                        |
| 5    | 2020年6月30日  | ISBN 978-4-575-41131-7 |                |                        |
| 6    | 2020年12月28日 | ISBN 978-4-575-41190-4 |                |                        |
| 7    | 2021年7月15日  | ISBN 978-4-575-41260-4 |                |                        |
| 8    | 2022年2月28日  | ISBN 978-4-575-41348-9 |                |                        |
| 9    | 2022年9月30日  | ISBN 978-4-575-41499-8 |                |                        |
| 10   | 2023年4月28日  | ISBN 978-4-575-41616-9 |                |                        |
| 11   | 2025年2月28日  | ISBN 978-4-575-42094-4 |                |                        |

## 迴響
截至2022年2月，系列累積發行逾80萬本。

## 電視動畫
2022年2月26日，宣佈獲改編為將於2022年首播的電視動畫。5月25日，宣佈動畫將於同年10月首播，並公開前導視覺圖、第1條宣傳片，以及主要聲優和製作人員陣容。

### 製作人員
- 原作：樽戶明、Shobonnu
- 角色原案：姐川
- 導演：長濱亘彥
- 系列構成：待田堂子
- 角色設計：末岡正美
- 色彩設計：勝田綾太、山本真希
- 美術設定：瀧口勝久
- 美術監督：根岸大輔
- 攝影監督：高橋圭祐
- 3D監督：後藤優一
- 音響監督：森下廣人
- 音樂：伊賀拓郎
- 動畫製作：studio A-CAT
- 製作：「農民相關」製作委員會[3]

### 主題曲
片頭曲Growing up
歌：7ORDER
作詞：吉田司，作曲：吉田司、Tsubasa，編曲：Tsubasa
片尾曲
歌：
作詞：，作曲、編曲：

### 各話列表
| 話數 | 日文標題 | 中文標題               | 劇本     | 分鏡         | 演出     | 作畫監督                                                           | 總作畫監督 | 首播日期 （2022年） |
| ---- | -------- | ---------------------- | -------- | ------------ | -------- | ------------------------------------------------------------------ | ---------- | ------------------- |
| 01   |          | 超一流農民             | 待田堂子 | 岩畑剛一     | 長濱亘彥 | 千葉孝幸、杉原由美、飯飼一幸、松下清志                             | 末岡正美   | 10月1日             |
| 02   |          | 農民與工會             | 勝冶京子 | 渡邊慎一     | 真野玲   | 千葉孝幸、杉原由美、武志鵬 都竹隆治、日根野優子、福江光惠 櫻井拓郎 | 末岡正美   | 10月8日             |
| 03   |          | 農民與邪龍烏洛波羅斯   | 日暮茶坊 | 新井宣圭     | 村上勉   | 千葉孝幸、杉原由美、陈潔琼 袁東、胡威                              | 末岡正美   | 10月15日            |
| 04   |          | 農民與獲救的生命       | 待田堂子 | 渡邊慎一     | 荻原露光 | 陈潔琼、邱锦、袁東                                                 | 末岡正美   | 10月22日            |
| 05   |          | 農民與路魯古斯         | 勝冶京子 | 渡邊慎一     | 秦義人   | 都竹隆治、武志鵬、福江光恵、BigOwl                                 | 末岡正美   | 10月29日            |
| 06   |          | 農民與當不了勇者的勇者 | 待田堂子 | 岩畑剛一     | 長濱亘彥 | 飯飼一幸、山崎展義                                                 | 末岡正美   | 11月5日             |
| 07   |          | 農民與公主的決心       | 待田堂子 | 渡邊慎一     | 矢花馨   | 徐学文、徐学武、谢榴雁、郑钰容                                     | 末岡正美   | 11月12日            |
| 08   |          | 農民與婚禮             | 勝冶京子 | 渡邊慎一     | 矢花馨   | 徐学文、徐学武、谢榴雁、郑钰容                                     | 末岡正美   | 11月19日            |
| 09   |          | 阿爾的過去             | 勝冶京子 | 渡邊慎一     | 矢花馨   | 徐学文、徐学武、谢榴雁、郑钰容                                     | 末岡正美   | 11月26日            |
| 10   |          | 農民與蘆旬小鎮         | 日暮茶坊 | 东海林真一   | 粟井重纪 | 陳潔瓊、胡威、誠宇                                                 | 末岡正美   | 12月3日             |
| 11   |          | 農民與魔王城的重逢     | 日暮茶坊 | 小林一三     | 前园文夫 | 白鸟弘公、稻叶荣                                                   | 末岡正美   | 12月10日            |
| 12   |          | 農民與新的决心         | 待田堂子 | おぎ原まこと | 長濱亘彥 | 徐學文、謝榴雁、鄭鈺容 徐學武、玄宇晞、靈娜                        | 末岡正美   | 12月17日            |

### 播映平台
| 播映地區         | 播映平台                                                          | 播映日期        | 播映時間              | 備註   |
| ---------------- | ----------------------------------------------------------------- | --------------- | --------------------- | ------ |
| 中國大陸         | bilibili                                                          | 2022年10月1日－ | 星期六 21:00（UTC+8） | [ 28 ] |
| 香港、澳門、台灣 | bilibili                                                          | 2022年10月1日－ | 星期六 21:00（UTC+8） | [ 29 ] |
| 台灣             | 巴哈姆特動畫瘋、KKTV、Hami Video、中華電信MOD、PILI線上看、愛奇藝 | 2022年10月1日－ | 星期六 21:00（UTC+8） |        |
| 香港             | Aniplus（now TV）                                                 | 2022年10月1日－ | 星期六 21:00（UTC+8） | [ 30 ] |
| 東南亞           | Aniplus                                                           | 2022年10月1日－ | 星期六 21:00（UTC+8） | [ 31 ] |

## 外部連結
- 成為小說家吧官方網站（日語）
- 漫畫官方網站（日語）
- 電視動畫官方網站（日語）
- 電視動畫的X（前Twitter）（日語）